# Campionato sudamericano maschile under 19 di calcio 1954
Il Campionato sudamericano di calcio Under-19 1954, 1ª edizione della competizione organizzata dalla CONMEBOL e riservata a giocatori Under-19, è stato giocato in Venezuela.

## Partecipanti
Partecipano al torneo 8 delle 10 rappresentative nazionali affiliate alla Confederación sudamericana de Fútbol (non sono presenti Argentina under 19 e Bolivia under 19), oltre al Panamá, affiliato alla CONCACAF:
| - Brasile - Cile - Colombia - Ecuador - Panama |  | - Paraguay - Perù - Uruguay - Venezuela |

## Città
La Federazione calcistica venezuelana scelse come luogo deputato a ospitare la manifestazione la città di Caracas.

## Formato

### Fase a gironi
Le 9 squadre partecipanti alla prima fase sono divise in due gruppi da quattro ciascuno e si affrontano in un girone all'italiana con gare di sola andata. Passano al secondo turno le prime due classificate in ogni gruppo. Il Venezuela è qualificato al girone finale in quanto paese organizzatore.
In caso di arrivo a pari punti in classifica, la posizione si determina seguendo in ordine:
- Differenza reti;
- Numero di gol realizzati;
- Risultato dello scontro diretto;
- Sorteggio.

## Fase a gironi
Legenda
|  | Qualificata alla fase successiva |

### Gruppo A
| Squadra  | P.ti | G | V | P | S | GF | GS | DR |
| -------- | ---- | - | - | - | - | -- | -- | -- |
| Uruguay  | 5    | 3 | 2 | 1 | 0 | 7  | 2  | +5 |
| Colombia | 4    | 3 | 1 | 2 | 0 | 3  | 2  | +1 |
| Cile     | 2    | 3 | 0 | 2 | 1 | 2  | 4  | -2 |
| Ecuador  | 1    | 3 | 0 | 1 | 2 | 2  | 6  | -4 |

| 22 marzo 1954 | Colombia | 1 – 1 | Uruguay |  |

| 23 marzo 1954 | Cile | 1 – 1 | Ecuador |  |

| 25 marzo 1954 | Uruguay | 4 – 1 | Ecuador |  |

| 26 marzo 1954 | Cile | 1 – 1 | Colombia |  |

| 29 marzo 1954 | Colombia | 1 – 0 | Ecuador |  |

| 30 marzo 1954 | Uruguay | 2 – 0 | Cile |  |

### Gruppo B
| Squadra  | P.ti | G | V | P | S | GF | GS | DR  |
| -------- | ---- | - | - | - | - | -- | -- | --- |
| Brasile  | 5    | 3 | 2 | 1 | 0 | 10 | 3  | +7  |
| Perù     | 4    | 3 | 1 | 2 | 0 | 7  | 5  | +2  |
| Paraguay | 3    | 3 | 1 | 1 | 1 | 12 | 5  | +7  |
| Panama   | 0    | 3 | 0 | 0 | 3 | 4  | 20 | -16 |

| 23 marzo 1954 | Brasile | 7 – 1 | Panama |  |

| 23 marzo 1954 | Paraguay | 2 – 2 | Perù |  |

| 26 marzo 1954 | Paraguay | 9 – 1 | Panama |  |

| 27 marzo 1954 | Brasile | 1 – 1 | Perù |  |

| 31 marzo 1954 | Perù | 4 – 2 | Panama |  |

| 31 marzo 1954 | Brasile | 2 – 1 | Paraguay |  |

## Play off
| 2 aprile 1954 | Perù | 1 – 0 | Colombia |  |

## Fase finale
| Squadra   | P.ti | G | V | P | S | GF | GS | DR |
| --------- | ---- | - | - | - | - | -- | -- | -- |
| Uruguay   | 5    | 3 | 2 | 1 | 0 | 5  | 0  | +5 |
| Brasile   | 5    | 3 | 2 | 1 | 0 | 4  | 1  | +3 |
| Venezuela | 1    | 3 | 0 | 1 | 2 | 2  | 5  | -3 |
| Perù      | 1    | 3 | 0 | 1 | 2 | 1  | 6  | -5 |

| 3 aprile 1954 | Brasile | 2 – 0 | Venezuela |  |

| 5 aprile 1954 | Uruguay | 3 – 0 | Perù |  |

| 7 aprile 1954 | Uruguay | 3 – 1 | Venezuela |  |

| 9 aprile 1954 | Brasile | 1 – 1 | Perù |  |

| 11 aprile 1954 | Venezuela | 2 – 1 | Perù |  |

| 13 aprile 1954 | Brasile | 1 – 1 | Uruguay |  |

## Classifica marcatori
| Gol |  |  | Giocatore   | Squadra  |
| --- |  |  | ----------- | -------- |
| 7   |  |  | Juan Agüero | Paraguay |